# أحمد زين الدين المليباري
الشيخ أحمد زين الدين مخدوم بن شيخ محمد الغزالي الشهير بزين الدين مخدوم الثاني حفيد الشيخ زين الدين مخدوم الأول، كان الكاتب والخطيب، مؤرخ فقيه وزعيم روحي معروف على نطاق واسع باسم زين الدين مخدوم الثاني أو زين الدين مخدوم الصغير (زين الدين المخدوم الصغير) الذي نشأت أسرته من اليمن. ورث إرث جده وعُين رئيس قاضي في محلية بوناني، ولاية كيرلا، الهند، بالإضافة إلى تعيينه رئيسًا لموديريس (مدير مدرسة) في بوناني دارس التاريخي في مسجد بوناني جمعة، الذي بناه زين الدين مخدوم الأول.

## النشأة
ولد لعائلة مخدوم في الأشهر الأولى من عام 938 للهجرة (حوالي 1531 م) في شومبال، بالقرب من ماهي في الهند، وتلقى تعليمًا دينيًا تحت إشراف جده. أكمل تعليمه الابتدائي على يد والده محمد الغزالي وعمه عبد العزيز بن الشيخ مخدوم الأول وغادر إلى مكة لمزيد من الدراسة. أدى فريضة الحج واستقر هناك عشر سنوات يتلقّى المعرفة الإسلامية من دعاة الشريعة الإسلامية وفروع المعرفة الأخرى. تلقى توجيهات علماء مشهورين مثل الحافظ شهاب الدين بن الحجر الهيتمي ومفتي الحرمين (كبير فقهاء مكة والمدينة) والمعلق في الحديث والفقه عز الدين بن عبد العزيز الزمزمي، شيخ عبد الرحمن بن زياد، سيد عبد الرحمن الصفوي. حصل على التصوف من قطب الزمان زين العارفين محمد بن شيخ العارف أبو حسن البكري وتم تكريمه بإحدى عشرة خرقة (رمز الدرجة في الطريقة الصوفية). في فترة وجيزة تم الترحيب به على أنه شيخ الطريقة القادرية.

## في مجال الخدمة
بعد إقامته التي دامت عقدًا من الزمان في مكة، عاد إلى ولاية كيرلا وتولى منصب المفتي الرئيسي في مسجد بوناني الكبير، وهو المنصب الذي شغله لمدة ستة وثلاثين عامًا. سجل أحد المؤرخين أن معلمه ابن حجر الهيتمي جاء إلى بوناني ومكث هناك فترة قصيرة. يُقال إن المصباح الشهير المصنوع من الحجر، الذي قدمه ابن حجر الهيثمي، لا يزال محفوظًا في بوناني دارس.

### كمناضل من أجل الحرية
لم يقصر نفسه على العمل كرجل دين، بل قام بالعديد من التدخلات المهمة في الساحة السياسية، وحافظ على العلاقات الحميمة مع الشخصيات السياسية الرئيسة في تلك الفترة. عاش خلال نظام جلال الدين أكبر، إمبراطورية موغال، وكانت تربطه علاقة جيدة بالسلطان علي عادل شاه الأول، سلطان بيجابور، وكذلك سامري كاليكوت. كان من أشد المدافعين عن النضال من أجل الحرية ضد القوة الإمبريالية للبرتغال، وحفز الشباب على المشاركة في جيش سامري كاليكوت الخاص للدفاع عنهم. في تحفته الرائعة "تحفة المجاهدين في أخبار البرتغالين"، روى عن وحشية البرتغاليين على أرض مليبار مع إشارة خاصة إلى موقفهم المعادي للمسلمين. اعتاد أن يغرس في الشباب المسلم ضرورة الجهاد وحتمية العمل العسكري ضد البرتغاليين. وقد حفزهم في الكتاب سالف الذكر ورفع معنوياتهم بتوجيه أذهانهم إلى ذكريات جميلة من العصر الذهبي للإسلام.